# Sarcophaga todiscoae
Sarcophaga todiscoae är en tvåvingeart som först beskrevs av Andy Z. Lehrer 2005.  Sarcophaga todiscoae ingår i släktet Sarcophaga och familjen köttflugor. Inga underarter finns listade i Catalogue of Life.